# Oostkerke (Borsele)
Oostkerke was een dorp op het voormalige eiland Borssele in de Nederlandse provincie Zeeland. Het dorp verdween tijdens de stormvloeden van 1530 en 1532.
De parochie Oostkerke was een van de zes parochies in West-Borssele en was eigendom van het Utrechtse kapittel van Sint Pieter. De eerste vermelding van de parochie dateert uit de periode 1275-1280. De kerk van Oostkerke was de oudste die vanuit de kerk van Monster was gesticht.
In 1375 overstroomde West-Borssele en daarmee ook het dorp Oostkerke. Pas in 1377 kwam het tot herdijking van het gebied, waarbij ook de organisatie van het dijkonderhoud werd verbeterd.
In 1530 werd het dorp getroffen door de Sint-Felixvloed. Een jaar later werd het gebied mede dankzij ambachtsheer Antonie de Lalaing weer drooggelegd. Bij de Allerheiligenvloed van 1532 overstroomde West-Borssele echter opnieuw en Oostkerke ging definitief verloren. 
Restanten van Oostkerke zijn aangetroffen ten zuidoosten van het dorp Borssele. Het gaat om bakstenen, leisteen en tufsteen, waarschijnlijk afkomstig van het kerkgebouw. 